# جون دوغلاس (لاعب كرة قدم)
جون دوغلاس (بالإنجليزية: John Douglas)‏ هو لاعب كرة قدم بريطاني في مركز الهجوم، ولد في 13 مارس 1961 في ستوكتون أون تيز ‏ في المملكة المتحدة. لعب مع دارلينجتون إف سى.